# 유니 (레이싱 모델)
유니( 1988년 3월 28일 ~ )는 대한민국의 레이싱모델이다.

## 경력

### 레이싱모델 경력
- 2013년 - 지스타 모델
- 2013년 - 서울오토살롱 레이싱모델
- 2013년 - 서울모터쇼 폭스바겐 인포
- 2015년 - 서울모터쇼 쉐보레 포즈모델
- 2015년 - 서울오토살롱 인지 에이원 레이싱모델
- 2016년 - 서울오토살롱 레이싱모델
- 2018년 - 서울오토살롱 스톰픽업트럭 레이싱모델

## 수상
- 2014년 - 슈퍼레이스 레이싱모델 컨테스트 쏠라이트상